# Coppa Italia 2012/13
Die Coppa Italia, der bedeutendste italienische Pokalwettbewerb, begann in der Saison 2012/13 am 4. August 2012 mit den Erstrundenspielen. Das Finale fand am 26. Mai 2013 im Stadio Olimpico in Rom statt. Der Sieger ist direkt für die Gruppenphase der Europa League 2013/14 qualifiziert.

## Modus
An der 65. Ausgabe des Wettbewerbs nehmen insgesamt 78 Mannschaften teil. Zum einen alle 20 Mannschaften der Serie A sowie alle 22 Vereine der Serie B. Des Weiteren werden 27 Teams von der Lega Pro, der dritthöchsten Profiliga Italiens, gestellt, wobei 24 aus der Lega Pro Prima Divisione und drei Vereine aus der Lega Pro Seconda Divisione stammen. Die 24 Teams bestehen dabei in jedem Fall aus den vier Absteigern der vergangenen Serie B Saison, den Teams, die in den Playoffs um den Aufstieg in die Serie B im Jahre 2012 gescheitert sind sowie den Finalisten des Coppa Italia Lega Pro des Jahres 2012.
Die restlichen Plätze werden dann mit den punktemäßig besten Vereinen der Girone A und Girone B der vergangenen Saison aufgefüllt. Die restlichen neun Startplätze werden an die Zweitplatzierten der Saison 2011/12 der neun Gruppen der Serie D, der höchsten Amateurspielklasse, vergeben, da die jeweils Gruppenersten aufstiegen.
In der ersten Runde treffen die 36 Mannschaften der drei untersten Spielklassen aufeinander. Die Gewinner der Spiele treffen dann in der zweiten Runde auf die 22 Vereine der Serie B. In der dritten Runde wiederum greifen die Erstligisten der Plätze 9–20 der vergangenen Saison ins Geschehen ein. Die 16 Gewinner dieser dritten Runde spielen anschließend erst in einer weiteren Qualifikationsrunde untereinander 8 Teams aus, die dann im Achtelfinale auf die Klubs der Plätze 1–8 der vergangenen Saison treffen.
Jede Begegnung wird in einem Spiel entschieden, nur im Halbfinale werden Hin- und Rückspiele ausgetragen.
Bei Torgleichheit nach 90 Spielminuten wird mit einer Verlängerung und einem möglichen anschließenden Elfmeterschießen sofort eine Entscheidung herbeigeführt. Bei den Halbfinalbegegnungen gilt die Auswärtstorregel.

## 1. Runde
|                            | Ergebnis        |                              |
| -------------------------- | --------------- | ---------------------------- |
| US Cremonese               | 4:0             | ASD Calcio Chieri 1955       |
| Calcio Portogruaro Summaga | 3:1             | Cosenza Calcio 1914          |
| ASG Nocerina               | 1:0             | Paganese Calcio              |
| UC Albinoleffe             | 0:3             | Calcio Chieti                |
| Sorrento Calcio            | 2:0             | FBC Treviso                  |
| Vicenza Calcio             | 6:0             | AS Andria BAT                |
| AS Avellino 1912           | 3:1             | SS Sambenedettese Calcio     |
| Carrarese Calcio           | 5:4             | US Catanzaro                 |
| FC Südtirol                | 1:1 (4:3 i. E.) | AC Cuneo 1905                |
| AC Lumezzane               | 3:0             | ASD Sarnese 1926             |
| Carpi FC                   | 5:0             | ASD Città di Marino Calcio   |
| AC Pisa                    | 2:0             | ASD Atletico Arezzo          |
| Benevento Calcio           | 1:0             | San Marino Calcio            |
| SS Barletta Calcio         | 0:3             | AC Perugia Calcio            |
| Frosinone Calcio           | 2:0 n. V.       | USD Calcio Delta Porto Tolle |
| AC Reggiana                | 0:2             | Virtus Entella               |
| AS Gubbio                  | 4:5 n. V.       | AC Ponte San Pietro          |
| Trapani Calcio             | 2:1             | AC Este                      |

## 2. Runde
|                    | Ergebnis        |                            |
| ------------------ | --------------- | -------------------------- |
| FC Modena          | 2:0             | FC Südtirol                |
| Ternana Calcio     | 2:0             | Trapani Calcio             |
| AC Cesena          | 2:1 n. V.       | FC Pro Vercelli            |
| US Sassuolo Calcio | 1:0             | AS Avellino 1912           |
| AS Cittadella      | 2:0             | Carrarese Calcio           |
| AS Livorno         | 2:1             | Benevento Calcio           |
| Novara Calcio      | 4:3             | AC Lumezzane               |
| Padova Calcio      | 2:2 (4:2 i. E.) | AC Pisa                    |
| Brescia Calcio     | 1:2 n. V.       | US Cremonese               |
| Virtus Entella     | 2:3             | Hellas Verona              |
| AC Perugia Calcio  | 4:1 n. V.       | AS Bari                    |
| SS Juve Stabia     | 3:0             | Frosinone Calcio           |
| Ascoli Calcio      | 2:1 n. V.       | Calcio Portogruaro Summaga |
| Reggina Calcio     | 1:0             | ASG Nocerina               |
| Spezia Calcio      | 4:1             | Sorrento Calcio            |
| AS Varese 1910     | 2:1             | AC Ponte San Pietro        |
| FC Crotone         | 3:2             | SS Virtus Lanciano         |
| FC Empoli          | 1:2             | Vicenza Calcio             |
| US Lecce           | 3:1             | Calcio Chieti              |
| US Grosseto        | 1:3             | Carpi FC                   |

## 3. Runde
|                      | Ergebnis        |                    |
| -------------------- | --------------- | ------------------ |
| AC Florenz           | 2:0             | Novara Calcio      |
| Chievo Verona        | 4:0             | Ascoli Calcio      |
| AS Cittadella        | 1:0             | Ternana Calcio     |
| SS Juve Stabia       | 1:1 (4:3 i. E.) | Sampdoria Genua    |
| AC Cesena            | 3:2             | FC Crotone         |
| Cagliari Calcio      | 2:1             | Spezia Calcio      |
| FC Turin             | 4:2             | US Lecce           |
| Catania Calcio       | 1:0             | US Sassuolo Calcio |
| Atalanta Bergamo     | 2:0             | Padova Calcio      |
| US Palermo           | 3:1             | US Cremonese       |
| CFC Genua            | 1:1 (1:4 i. E.) | Hellas Verona      |
| FC Modena            | 1:5 n. V.       | Reggina Calcio     |
| Delfino Pescara 1936 | 1:0             | Carpi FC           |
| FC Bologna           | 2:1             | AS Varese 1910     |
| AS Livorno           | 4:1             | AC Perugia Calcio  |
| AC Siena             | 4:2             | Vicenza Calcio     |

## 4. Runde
|                  | Ergebnis  |                      |
| ---------------- | --------- | -------------------- |
| US Palermo       | 1:2       | Hellas Verona        |
| Atalanta Bergamo | 3:1       | AC Cesena            |
| Chievo Verona    | 0:1       | Reggina Calcio       |
| FC Bologna       | 1:0       | AS Livorno           |
| AC Siena         | 2:0       | FC Turin             |
| AC Florenz       | 2:0       | SS Juve Stabia       |
| Catania Calcio   | 3:1 n. V. | AS Cittadella        |
| Cagliari Calcio  | 4:2       | Delfino Pescara 1936 |

## Achtelfinale
|                | Ergebnis        |                  |
| -------------- | --------------- | ---------------- |
| AS Rom         | 3:0             | Atalanta Bergamo |
| FC Parma       | 1:1 (3:4 i. E.) | Catania Calcio   |
| Juventus Turin | 1:0             | Cagliari Calcio  |
| AC Mailand     | 3:0             | Reggina Calcio   |
| Inter Mailand  | 2:0             | Hellas Verona    |
| Lazio Rom      | 1:1 (4:1 i. E.) | AC Siena         |
| Udinese Calcio | 0:1             | AC Florenz       |
| SSC Neapel     | 1:2             | FC Bologna       |

## Viertelfinale
|                | Ergebnis  |                |
| -------------- | --------- | -------------- |
| Lazio Rom      | 3:0       | Catania Calcio |
| Juventus Turin | 2:1 n. V. | AC Mailand     |
| Inter Mailand  | 3:2 n. V. | FC Bologna     |
| AC Florenz     | 0:1 n. V. | AS Rom         |

## Halbfinale
|                | Gesamt |               | Hinspiel | Rückspiel |
| -------------- | ------ | ------------- | -------- | --------- |
| Juventus Turin | 2:3    | Lazio Rom     | 1:1      | 1:2       |
| AS Rom         | 5:3    | Inter Mailand | 2:1      | 3:2       |

## Finale
| AS Rom                                             | AS Rom | Lazio Rom | Lazio Rom |
| -------------------------------------------------- | --- | --- | --------- |
| AS Rom                                             | \| 26. Mai 2013 um 18:00 Uhr in Rom (Stadio Olimpico) \| \| Ergebnis: 0:1 (0:0) \| \| Zuschauer: 70.000 \| \| Schiedsrichter: Daniele Orsato (Schio) \|                                                                                                 | \| 26. Mai 2013 um 18:00 Uhr in Rom (Stadio Olimpico) \| \| Ergebnis: 0:1 (0:0) \| \| Zuschauer: 70.000 \| \| Schiedsrichter: Daniele Orsato (Schio) \| | Lazio Rom |
| AS Rom                                             | Bogdan Lobonț – Marquinhos, Nicolás Burdisso, Leandro Castán, Federico Balzaretti (76. Pablo Daniel Osvaldo) – Michael Bradley, Daniele De Rossi – Erik Lamela, Francesco Totti , Marquinho (83. Dodô) – Mattia Destro Cheftrainer: Aurelio Andreazzoli | Federico Marchetti – Abdoulay Konko, Giuseppe Biava, Lorik Cana, Ștefan Radu – Antonio Candreva, Ogenyi Onazi (90.+2' Michaël Ciani), Cristian Ledesma (54. Stefano Mauri), Hernanes (84. Álvaro González), Senad Lulić – Miroslav Klose Cheftrainer: Vladimir Petković | Lazio Rom |
| AS Rom                                             | 0:1 Senad Lulić (71.) | | Lazio Rom |
| AS Rom                                             | Federico Balzaretti (11.), Marquinho (26.), Nicolás Burdisso (87.), Francesco Totti (90.+1') | Cristian Ledesma (1.), Hernanes (32.), Miroslav Klose (39.), Senad Lulić (75.) | Lazio Rom |
| 26. Mai 2013 um 18:00 Uhr in Rom (Stadio Olimpico) | | |           |
| Ergebnis: 0:1 (0:0)                                | | |           |
| Zuschauer: 70.000                                  | | |           |
| Schiedsrichter: Daniele Orsato (Schio)             | | |           |

## Siegermannschaft
| Lazio Rom | |
| Lazio Rom | - Tor: Albano Bizzarri (1 Spiel/kein Tor); Juan Pablo Carrizo (1/-); Federico Marchetti (3/-) - Abwehr: Giuseppe Biava (4/-); Lorik Cana (5/-); Luis Pedro Cavanda (3/-); Michaël Ciani (5/1); Modibo Diakité (1/-); André Dias (1/-); Abdoulay Konko (3/-); Ștefan Radu (4/1) - Mittelfeld: Cristian Brocchi (3/-); Antonio Candreva (3/-); Álvaro González (4/1); Hernanes (5/2); Cristian Ledesma (5/-); Senad Lulić (5/1); Stefano Mauri (4/1); Ogenyi Onazi (2/-) - Angriff: Sergio Floccari (4/1); Miroslav Klose (2/-); Libor Kozák (1/-); Antonio Rozzi (1/-) - Trainer: Vladimir Petković |

## Torschützenliste

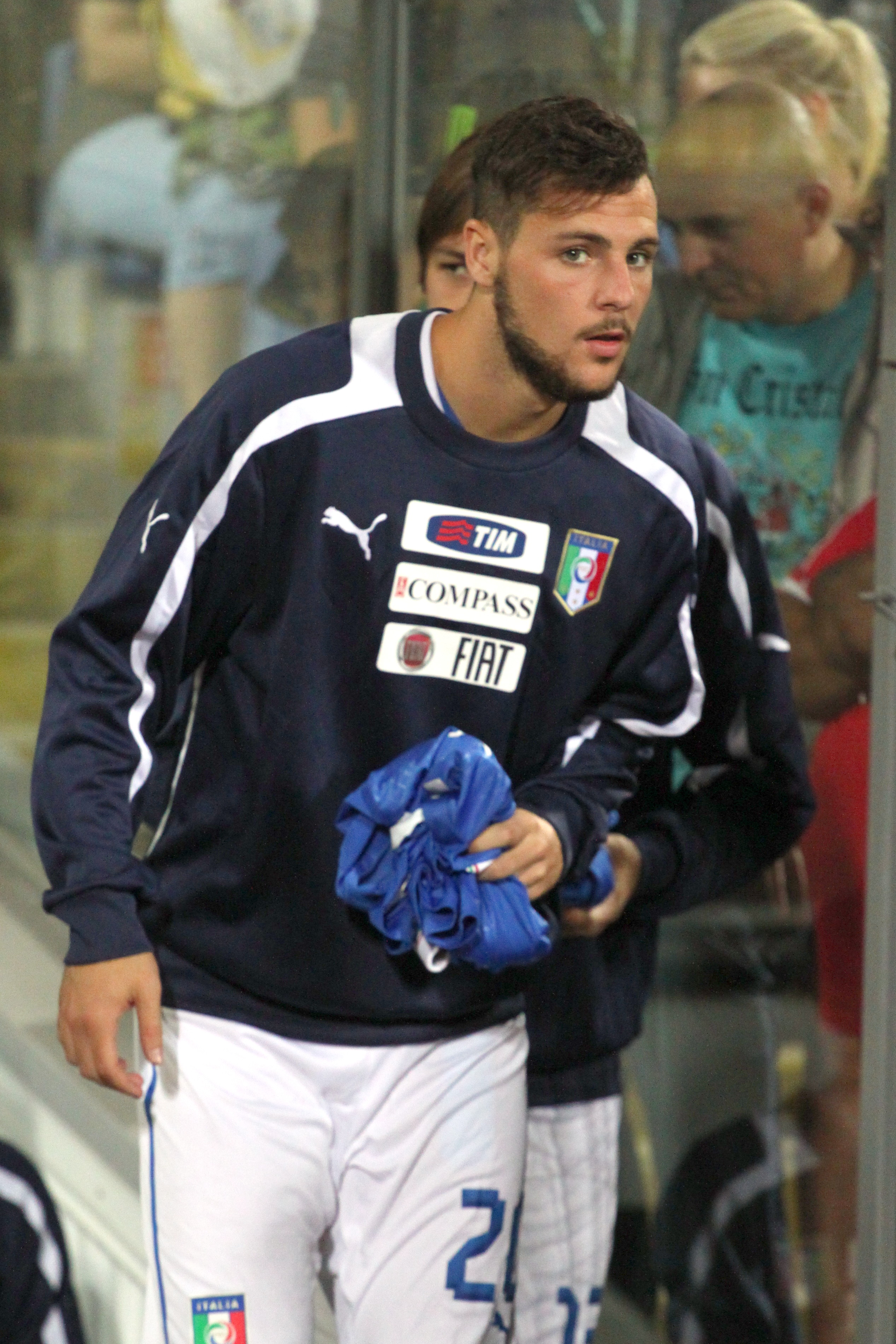
Mattia Destro

Bei gleicher Anzahl von Toren sind die Spieler alphabetisch nach Nachnamen bzw. Künstlernamen sortiert.
| Pl. | Spieler            | Verein          | Tore |
| --- | ------------------ | --------------- | ---- |
| 1   | Mattia Destro      | AS Rom          | 5    |
| 2   | Giampiero Clemente | AC Perugia      | 3    |
| 2   | Federico Dionisi   | AS Livorno      | 3    |
| 2   | Alberto Filippini  | US Cremonese    | 3    |
| 2   | Thiago Ribeiro     | Cagliari Calcio | 3    |